# The Whole World's Goin' Crazy
The Whole World's Goin' Crazy es el quinto álbum de estudio de la banda de rock canadiense April Wine y la grabación y publicación fue en 1976. En este álbum Jim Clench fue sustituido por Steve Lang en el bajo.  Muchos dicen que este álbum es el mayor exponente del rock en Canadá.

## Lista de canciones
Todas las canciones fueron escritas por Myles Goodwyn, excepto donde se indique lo contrario.

### Versión canadiense
1. "Gimme Love" (Myles Goodwyn y Hovaness "Johnny" Hagopian) – 4:00[2]
2. "So Bad" – 3:26
3. "Wings of Love" – 4:51
4. "We Can be More than We Are" (Myles Goodwyn y Jim Henman) – 3:29
5. "Rock n' Roll Woman" – 3:44
6. "Shotdown" – 3:39
7. "Like a Lover, Like a Song" – 5:12
8. "Kick Willy Road" – 3:22
9. "The Whole World's Goin' Crazy – 2:40

### Versión estadounidense
1. "Gimme Love" (Myles Goodwyn y Hovaness "Johnny" Hagopian)[2]
2. "Child's Garden"
3. "Rock n' Roll Woman"
4. "Wings of Love"
5. "Marjorie"
6. "So Bad"
7. "Shotdown"
8. "Like a Lover, Like a Song"
9. "Kick Willy Road"
10. "The Whole World's Goin' Crazy"

## Miembros
- Myles Goodwyn - voz y guitarra
- Gary Moffet - guitarra y coros
- Jerry Mercer - batería y coros
- Steve Lang - bajo y coros